# Cantone di Chambéry-Nord
Il Cantone di Chambéry-Nord era una divisione amministrativa dell'Arrondissement di Chambéry.
È stato soppresso a seguito della riforma complessiva dei cantoni del 2014, che è entrata in vigore con le elezioni dipartimentali del 2015.
Comprendeva parte della città di Chambéry e il comune di Sonnaz.